# Маркс, Элизабет
Элизабет Маркс (англ. Elizabeth Marks; род. 1 января 1991 или 7 августа 1990, Прескотт-Валли, Аризона) ― американская пловчиха, чемпионка летних Паралимпийских игр 2016 в плавании на дистанции 100 м брасс SB7, серебряный призёр Паралимпиады 2020 в Токио на дистанции 50 м вольный стиль S6

## Биография
Родилась 7 августа 1990 года в Прескотт-Валли, Аризона, США.
Окончила среднюю школу в возрасте 16 лет и поступила в колледж в Аризоне.
Маркс начала служить в армии США в июле 2008 года в возрасте 17 лет и получил военную специальность по здравоохранению. Во время службы в Ираке в 2010 году она получила двусторонние травмы бедра, в результате которых она стала инвалидом; у нее остались шрамы на большей части правой ноги.
Хотя изначально казалось, что Маркс может быть признана непригодной для службы армейскими медиками, она поставила цель стать годной для службы. Она начала заниматься плаванием, чтобы пройти дополнительную физиотерапию во время учебы в BAMC, и 3 июля 2012 года получила квалификацию для выполнения служебных обязанностей.

## Спортивная карьера
Маркс начала участвовать в соревнованиях по плаванию вскоре после присоединения к программе спортсменов мирового класса армии США в июле 2012 года.
В 2014 году во время игр Invictus Games 2014 года она заразилась тяжелой респираторной инфекцией, из-за которой врачи больницы Папуорт, Великобритания, ввели ее в медицинскую кому на один месяц. Инфекция оставила у Марки снижение емкости легких, и продолжительные упражнения могут повлиять на ее зрение.
Она выиграла золотую медаль на Всемирных военных играх 2015 года и четыре золотые медали на Играх Invictus в 2016 году. После церемонии она в частном порядке спросила принца Гарри, который вручил ей ее золотые медали, может ли он вручить одну из ее золотых медалей Invictus врачам и медсестрам больницы Папуорта, которые спасли ей жизнь. Она прошла квалификацию на Летние Паралимпийские игры 2016 года, показав время 1: 28,54 на испытаниях в США, что всего на 0,01 секунды меньше мирового рекорда.
Выиграла индивидуальное золото и бронзовую медаль в эстафете на Паралимпийских играх 2016 года.

## Паралимпиада 2020 в Токио
В июне 2021 года США объявили о 34 паралимпийских пловцах, которые отправятся на отложенные летние Паралимпийские игры 2020 года в Токио. В женскую команду вошли Маркс, Джессика Лонг, Маккензи Коан, Ребекка Мейерс и Мэллори Веггеманн.
На Паралимпиаде в Токио Элизабет Маркс завоевала серебряную медаль в заплыве на 50 м вольным стилем S6.

## Личная жизнь
Маркс замужем на Колтоном Василе, штангисте и энтузиасте огнестрельного оружия.

## Признание
В 2016 году Маркс получил премию Пэта Тиллмана за заслуги перед ESPY Awards 2016.
В 2017 году Маркс была занесена в Зал славы женского фонда армии США.